# Neue Mensa Dresden

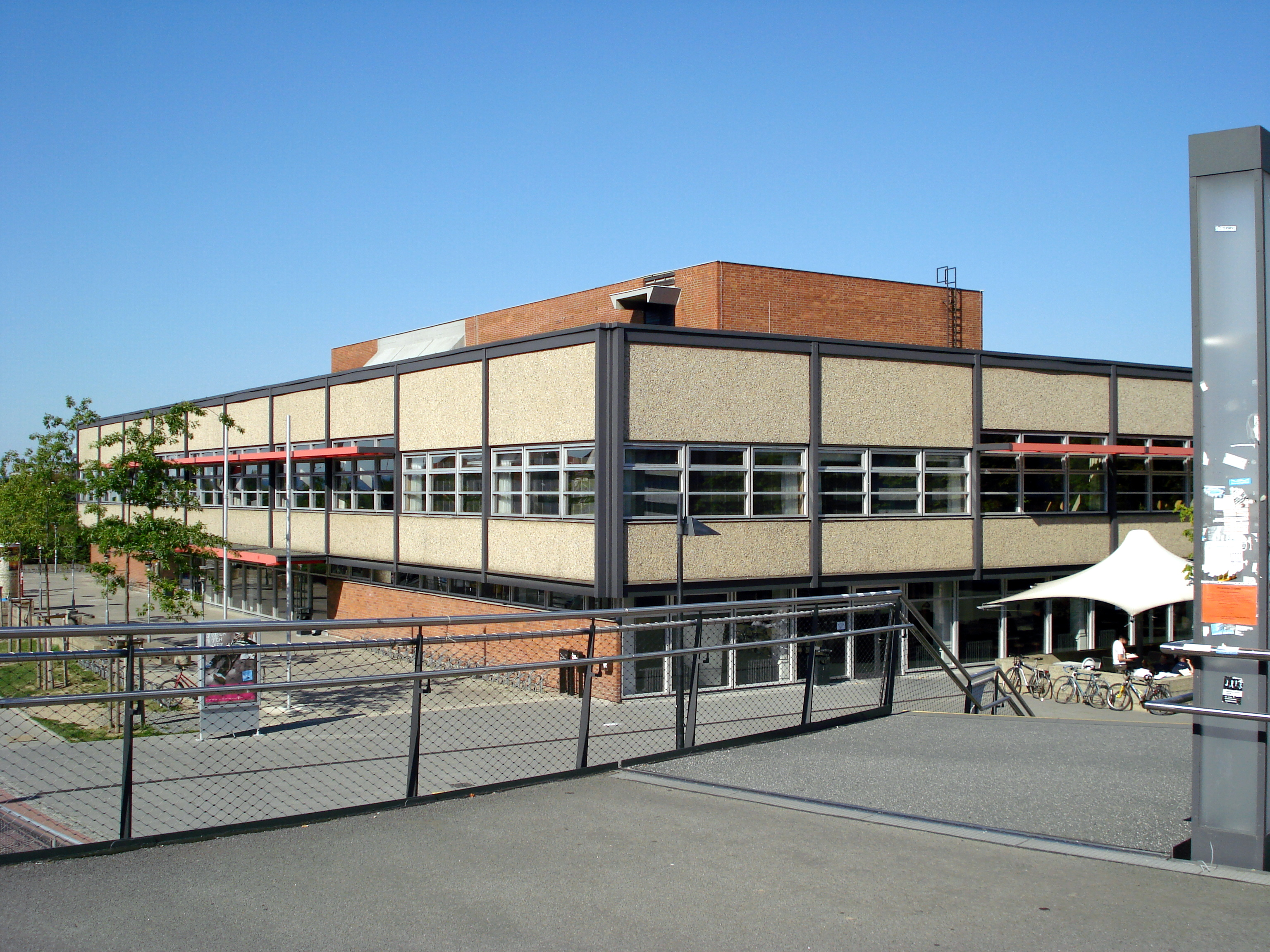
Neue Mensa von Ulf Zimmermann

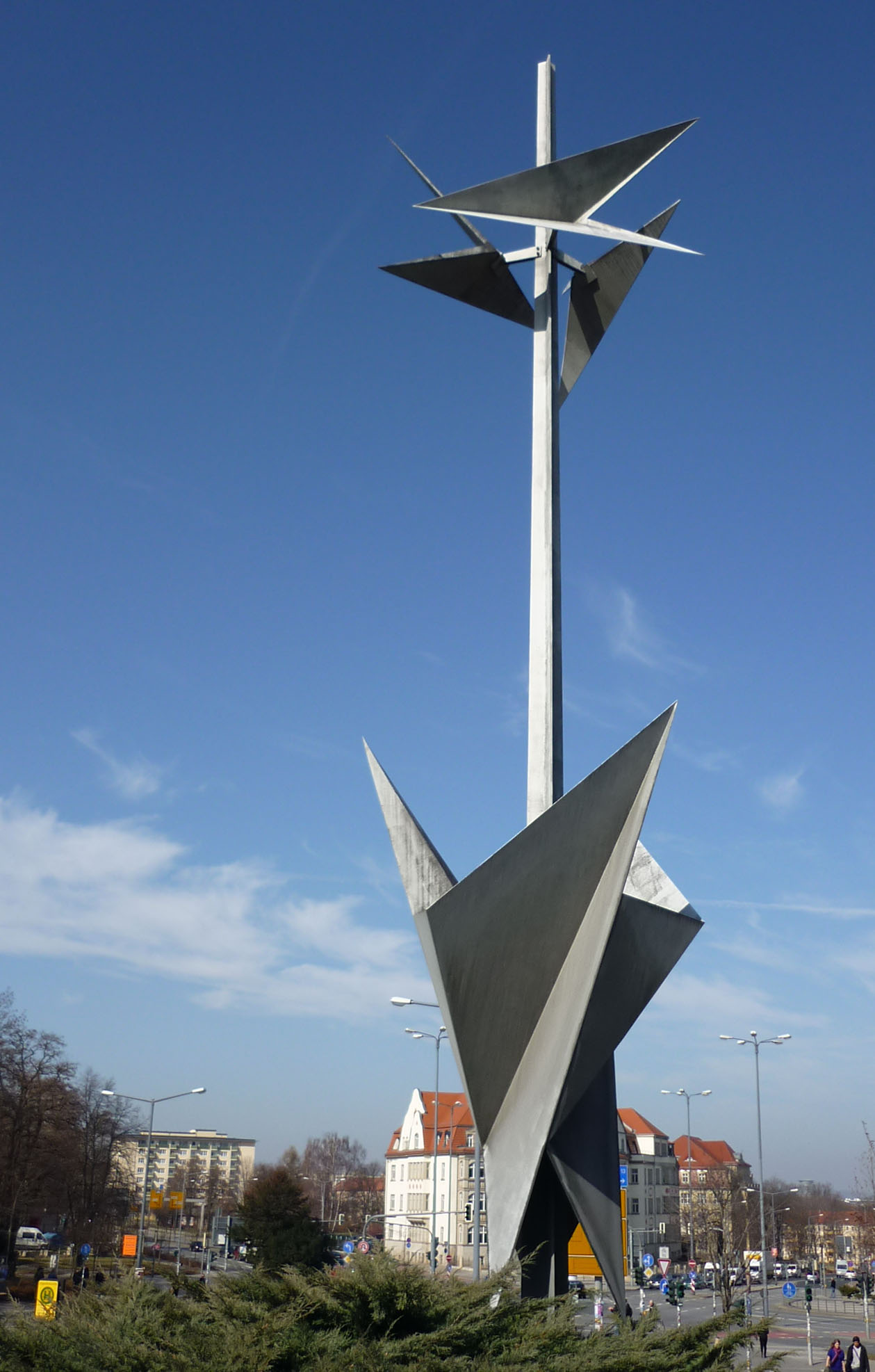
Metallplastik „Mast mit zwei Faltungszonen“ von Hermann Glöckner

Die Neue Mensa im Dresdner Stadtteil Räcknitz ist ein Mensa-Gebäude für die Technische Universität Dresden, sie wird vom Studentenwerk Dresden betrieben. Das Gebäude steht an der Bergstraße 51. Nach der Renovierung der „Alten Mensa“ 2007 wurde auch der Name Mensa Bergstraße geführt; täglich wurden bis zu 4.500 Essenportionen (Stand 2011) in fünf Speisesälen ausgegeben. Insgesamt hatte die Mensa 60 Mitarbeiter (Stand: 2011).
2014 wurde die Mensa für den Publikumsverkehr geschlossen, 2015/2016 als Erstaufnahmeeinrichtung für Flüchtlinge kurzfristig reaktiviert, danach endgültig geschlossen. Seit 2020 läuft die bauliche Sanierung. Die Wiedereröffnung wurde wiederholt verschoben und soll nunmehr 2026 erfolgen.

## Lage und Beschreibung
Die Mensa befindet sich südöstlich des Fritz-Foerster-Platzes zwischen Bergstraße und Zelleschem Weg auf dem Universitätscampus im Süden der Stadt. Ihr (westlich) gegenüber an der Bergstraße steht das Hörsaalzentrum der Universität, östlich schließt sich der Willers-Bau der Fachrichtung Mathematik und südöstlich der Recknagel-Bau (Fachrichtung Physik) an. Südlich der Mensa steht mit dem Von-Gerber-Bau an der Bergstraße 53 das Hauptgebäude der Juristischen Fakultät.
Das von 1974 bis 1981 von Ulf Zimmermann, Eberhard Seeling und Olaf Jarmer errichtete Gebäude besteht aus einem flachen, quadratischen Baukörper. Die Fassade wird nur durch die Fensterbänder und Betonplatten sichernden Eisenträger gegliedert. Das Innere bot mehr als 1000 Plätze in Cafeteria und Essenssälen. Auf die Gestaltung der Wände und Decke wurde besonders viel Wert gelegt, so wurden verschiedene Materialien für die Verkleidung verwendet. Dabei sollen die „einzelnen Architekturelemente … als Teile einer übergeordneten Gesamtstruktur dienen.“ Vor der Mensa steht seit 1984 die Metallplastik „Mast mit zwei Faltungszonen“ von Hermann Glöckner. Das Kunstwerk galt zum Zeitpunkt der Aufstellung „als Symbol des gesellschaftspolitischen Wandels zu mehr künstlerischer Freiheit und größeren Handlungsspielräumen“ in der DDR.

## Geschichte
Die Mensa wurde Anfang Januar 1981 eröffnet und steht seit 2008 unter Denkmalschutz. Sie ist ein Architekturdenkmal der DDR-Moderne. Trotz bereits damals geplanter Modernisierungen wurde angesichts weitreichender Schäden am Gebäude zwischenzeitlich auch ein Abriss desselben diskutiert.
Aufgrund der brandschutz- und anlagentechnischen Mängel und der daher geplanten Sanierung wurden die Speisesäle und die Küche im Obergeschoss zum 22. August 2014 geschlossen. Im Erdgeschoss blieben aber die Cafeteria und die Bierstube weiter in Betrieb. Als Übergangslösung wurde mit dem Beginn des Wintersemesters im Oktober 2014 am Nürnberger Platz die Übergangsmensa „Zeltschlösschen“ eröffnet. Die Cafeteria hatte letztmals zum 30. Oktober 2014 geöffnet. Die Bierstube musste am 15. Dezember 2014 ihren Betrieb einstellen.
Im Gebäude befand sich auch der „Klub Neue Mensa“. Der Studentenclub veranstaltete regelmäßig Konzerte in der Neuen Mensa und war Betreiber der „Bierstube“ im Haus.
Im Zuge der Flüchtlingskrise nutzte der Freistaat Sachsen die Neue Mensa von Oktober 2015 bis Ende 2016 als Erstaufnahmeeinrichtung. 
Im Jahr 2017 begannen erste Arbeiten für die Sanierung. Im Oktober 2020 wurde der offizielle Baustart vollzogen. Bis 2026 soll die geplante Sanierung des Bestandsgebäudes für 45 Millionen Euro (ursprünglich 23 Millionen Euro) mit 850 Sitzplätzen in drei großen Speisesälen samt Terrassenanbau in Richtung Willers-Bau, Cafeteria, Kaffeelounge und die legendäre Bierstube erfolgen. Täglich sollen bis zu 4.200 Essen ausgegeben werden können.